# عزان البلوشی
عزان البلوشی (عربی: عزان بن عباس البلوشي؛ زاده ۷ سپتامبر ۱۹۸۸) یک بازیکن فوتبال اهل عمان است.
وی همچنین در تیم ملی فوتبال عمان بازی کرده است.